# Phialucium mbengha
Phialucium mbengha is een hydroïdpoliep uit de familie Phialuciidae. De poliep komt uit het geslacht Phialucium. Phialucium mbenga werd in 1899 voor het eerst wetenschappelijk beschreven door Alexander Agassiz en Alfred Goldsborough Mayer. De incorrecte spelling mbenga wordt ook gebruikt.
De soort werd verzameld in de haven van Suva in Fiji.